# La señorita de Tacna
La señorita de Tacna (”Flickan från Tacna”) är ett teaterstycke av den peruanske författaren och Nobelpristagaren Mario Vargas Llosa. Premiären ägde rum i Teatro Blanca Podestá, i Buenos Aires den 26 maj 1981. Pjäsen publicerades också av förlaget Seix-Barral 1981.
Pjäsen anses av många vara författarens första teaterpjäs, fast det i verkligheten finns en till, den tidigare skrivna Inkans flykt från 1952, skriven när författaren var endast 16 år, för en skoluppsättning.

## Handling

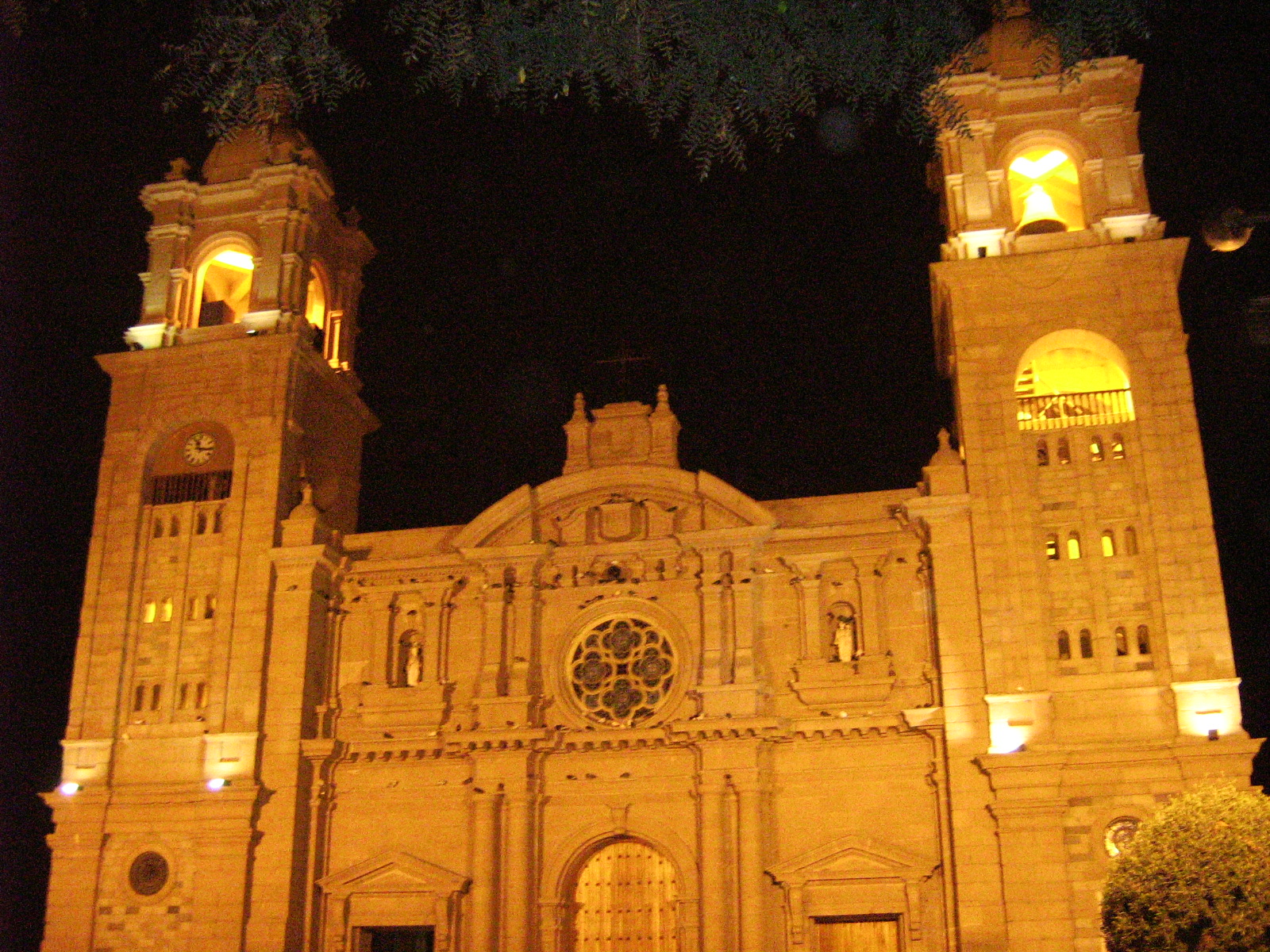
Katedralen i Tacna

Flickan från Tacna, som hennes familj kallar Mama eller Elvira, var en ung kvinna som blev sviken av sin pojkvän, den chilenske tjänstemannen Joaquin. Händelsen ägde rum i början av nittonhundratalet i staden Tacna i Perus kustöken. Elvira bröt med Joaquin och hon förblev ogift för alltid
Ett barnbarn (sobrino-nieto) till Mamá som heter Belisario, räddar den här familjens historia för att skriva en romantisk berättelse baserad på det verkliga dramat.
I denna teaterpjäs ger Mario Vargas Llosa en reflexion över hur och varför berättelser föds och användningen av fantasin för att slutföra berättelserna.